# روجر بلوم
روجر بلوم (بالألمانية: Roger Blum) (و. 1945 – م) هو سياسي، وأستاذ جامعي، وكاتب غير روائي، من سويسرا.

## مناصب وهيئات
أدار جامعة برن.